# منتخب ترينيداد وتوباغو لكأس فيد
منتخب ترينيداد وتوباغو لكأس فيد (بالإنجليزية: Trinidad and Tobago Fed Cup team)‏ هو ممثل ترينيداد وتوباغو الرسمي في كرة المضرب في كأس فيد
.